# Plantago firma
Plantago firma là một loài thực vật có hoa trong họ Mã đề. Loài này được Kunze ex Walp. miêu tả khoa học đầu tiên năm 1843.